# Solymos Antal
Solymos Antal, becenevén Tóni (Budapest, 1943. március 27. –) magyar zenész, gitáros, énekes.

## Életpályája
Gyerekkorában szülei zeneiskolába iratták be. Gitáron, hegedűn és nagybőgőn egyaránt megtanult játszani. 1961–63 között a Benkó Dixieland Band tagja volt. 1965-től az Express együttes frontembere. Legismertebb daluk az 1977-es Harmónikás. Az együttes 1986-os feloszlása után szólókarrierbe kezdett. Legismertebb szólódala a Mediterrán Coctail volt.

## Lemezek

### Szólólemezek
- Tóni - ExExpress Slágerek 1965-85 (1992, Kadencia Kiadó)
- Tóni 2. - Party Mix (1995, Kadencia Kiadó)
- Házibuli Tónival (2001, BMG Ariola Hungary)

Újrakiadások:
- ExExpress Slágerek 1965-85 (2007, S.C. Artmedia International S.R.L.)
- Party Mix (2007, S.C. Artmedia International S.R.L.)

### Az Express együttes nagylemezei
- Express I. (1976)
- Express II. (1977)
- Jöjj hozzám (1977)
- Ezüstlemez (1978)
- Időgép (1981)

## Díjak
- Magyar Arany Érdemkereszt (2025)[3]

## Könyvei
- Lét vagy élet? „Mit kezdjek a szabadidőmmel és magammal?”; S+G Bt., Paks, 2009
- Solymos Tóni: Hétköznapi regény. Húrok, barátok, csillagfényes éjszakák; Nimród Vadászújság, Bp., 2019